# Musée Georgette-Dupouy
Pour les articles homonymes, voir Dupouy.
Le musée Georgette-Dupouy est un musée d’art situé à Dax (Landes) et nommé en l’honneur de la peintre Georgette Dupouy.

## Historique
À cause de la pandémie de Covid-19, l’année 2020 voit une baisse de 50 % de fréquentation. Seules deux expositions ont lieu pendant cette période. La première, dédiée à Christian Carrère, est vernie en janvier puis stoppée le 15 mars, veille de la fermeture du musée. Il rouvre le 11 mai avec une exposition du sculpteur Claude Millot. À la fin de l’année, d’octobre à décembre, la sculptrice abstraite Florence Baille, dite Flore B, expose au musée.
De mai à juin 2022 est exposé le sculpteur Guillaume Boisson. Le 7 octobre 2022, a lieu le vernissage de cinq artistes, dont la sculptrice Nicole Feugas. D’avril à juin 2023, une exposition d’art africain y est organisée par Bertrand Marc Duclaud.